# José Valmor César Teixeira
Dom José Valmor Cesar Teixeira, S.D.B. (Rio do Sul, 1 de março de 1953) é um bispo da Diocese de São José dos Campos.
Sua ordenação sacerdotal ocorreu em 9 de dezembro de 1979, sendo eleito bispo em 28 de janeiro de 2009, ocorrendo a sagração episcopal em 29 de março de 2009, sendo sagrante principal Dom Murilo Sebastião Ramos Krieger e co-sagrantes Dom Pedro Antônio Marchetti Fedalto e Dom José Jovêncio Balestieri.
Filho de Walmor e Miranda Teixeira, estudou nos colégios Dom Bosco, em sua cidade natal, e Salesiano São Paulo, em Ascurra. Posteriormente, estudou Filosofia e Estudos Sociais na Faculdade Salesiana de Filosofia, Ciências e Letras de Lorena e Teologia na Pontifícia Universidade Católica do Paraná. Pertence à Inspetoria Salesiana de Porto Alegre, dos Salesianos de Dom Bosco no Brasil, Especializou-se em educação na Pontifícia Universidade Católica do Rio Grande do Sul, com mestrado em história da igreja, na Pontifícia Universidade Gregoriana de Roma.

## Cursos Universitários
- Filosofia: 1971 a 1973 - Faculdade Salesiana de Filosofia, Ciências e Letras de Lorena - SP

- Estudos Sociais: 1971 a 1973 - Faculdade Salesiana de Filosofia, Ciências e Letras de Lorena, SP;

- Teologia: 1976 a 1979 - Studium Theologicum - PUC - Curitiba, PR;

- Especialização em Filosofia da Educação: 1984 a 1985 - PUC - Porto Alegre, RS;

- Mestrado em História da Igreja: 1985 a 1987 - PUG - Roma, Itália.

### Títulos Universitários e Diplomas
- Filosofia: Licenciatura Plena - Registro "L" - Nº 67.359 (Processo Nº RP/SC-504/75);

- Estudos Sociais:	Licenciatura Curta - Registro "L" - Nº 1.719/79 (Processo Nº 504/75 - REP/SC);

- Teologia:	Diploma da Pontifícia Universidade Católica do Paraná - Registrado sob o nº 2141 - Fls 073 - livro Nº 2;

- Especialista em Educação: Certificado de Pós-Graduação da Faculdade de Educação da PUC de Porto Alegre - Registrado sob o Nº 206, página 12-v, livro Nº 05-CE;

- Mestre em História da Igreja: Diploma da Pontifícia Universidade Gregoriana de Roma, Itália. Reconhecido pela Embaixada e Consulado Brasileiro junto à Santa Sé por diploma aposto ao documento e Convalidado pela Pontifícia Universidade Católica do Rio de Janeiro.

- MBA em Gestão Estratégica pela Nortia Empresarial de Florianópolis-SC.

- Diploma de Mérito Social conferido pela Assembléia Legislativa do Rio Grande do Sul como colaborador da Ação Social do estado do Rio Grande do Sul.

## Magistério e prática de ensino
- 1974 – 1975: Professor de Português, de História e de Música no colégio São Paulo de Ascurra (SC), e no seminário salesiano;

- 1980 - 1984: Professor de História da Filosofia, História e Filosofia das Religiões na Faculdade de Filosofia, Ciências e Letras Dom Bosco de Santa Rosa, Rio Grande do Sul;
  - Professor de Cultura Religiosa nos Cursos de Ciências, História e Geografia da Faculdade de Filosofia, Ciências e Letras Dom Bosco de Santa Rosa, Rio Grande do Sul;

- 1985: Responsável por acompanhamento de teses de conclusão do curso de Teologia da PUC de Porto Alegre (RS);

- 1988 - 1990: Professor de História da Igreja no Studium Theologicum de Curitiba (PR), afiliado à Pontifícia Universidade Lateranense de Roma e agregado à Pontifícia Universidade Católica do Paraná; Orientador de monografias de conclusão do curso de teologia;

- 1997 – 2000: Professor de História da Igreja no Studium Theologicum de Curitiba (PR), afiliado à Pontifícia Universidade Lateranense de Roma e agregado à Pontifícia Universidade Católica do Paraná; Orientador de monografias de conclusão do curso de teologia;
  - Professor de Eclesiologia no Instituto Arquidiocesano de Cultura Eclesial da Arquidiocese de Curitiba;
  - Professor de Fundamentos Históricos e Teológicos no curso de Pós-graduação em Educação Salesiana da Universidade Católica Dom Bosco de Campo Grande (MS);
  - Palestrante sobre temas de educação e história em vários congressos e reuniões pelo país;

- 2001 – 2008: Participante de Seminário Internacional em Roma sobre Gestão de Instituições Internacionais Salesianas (novembro de 2002);
  - Palestrante em Promoções da Faculdade Dom Bosco de Porto Alegre;
  - Aulas e palestras em encontros de Educação Salesiana na Inspetoria de Porto Alegre, RS. Participou nos meses de fevereiro até abril de 2008 da Assembléia mundial da Congregação em Roma, Itália;

- 2009: Participou de reunião dos Bispos novos do mundo no encontro anual com o Papa Bento XVI.

### Cursos de extensão e aperfeiçoamento
- Congresso Nacional sobre o "Sistema Preventivo de Dom Bosco" (VI),  Universidade de Ijuí - Campus Santa Rosa – RS, e outros congressos do SP;
- Seminário de Evangelização da América Latina: Século XIX (3º) -  Pontifícia Universidade Católica do Paraná;
- História da Igreja no Brasil - Faculdade de Filosofia Ciências e Letras Dom Bosco - Santa Rosa - RS;
- O Ciclo do Café no Vale do Paraíba e o Processo da Independência - Faculdade Salesiana de Filosofia Ciências e Letras de Lorena - SP;
- Curso de Métodos Pedagógicos de Dom Bosco - Faculdade de           Filosofia Ciências e Letras Dom Bosco - Santa Rosa - RS;
- Aspectos da Industrialização Brasileira - Faculdade Salesiana de    Filosofia Ciências e Letras de Lorena - SP;
- Comunicação e Sucesso - Faculdade Salesiana de Filosofia, Ciências e Letras de Lorena - SP;
- Semana de Geografia de Lorena (1ª) - Faculdade Salesiana de Filosofia Ciências e Letras de Lorena - SP;
- Semana Teológica (II) - Studium Theologicum - PUC Curitiba - PR;
- Semana de Pastoral (VIIIª) - Conferência Nacional dos Bispos do Brasil - Regional Sul 3 - Porto Alegre - RS;
- Simpósio Nacional de Estudos Missioneiros (IV) - Faculdade de      Filosofia  Ciências e Letras Dom Bosco - Santa Rosa - RS
- Encontro de Pastoral Universitária das Faculdades Salesianas do Brasil - FACAC -FAL - FEFIL - Faculdades Salesianas de Lins - SP;
- Encontro de Pastoral Universitária das Faculdades Salesianas do Brasil (VI) - Faculdade de Filosofia Ciências e Letras Dom Bosco Santa Rosa - RS;
- Congresso Inspetorial e Interestadual de Educação Salesiana (III) - Faculdade de Filosofia Ciências e Letras Dom Bosco – Santa Rosa – RS;
- II Semana Teológica com o Tema “Religião do Povo” - Studium Theologicum de Curitiba da Pontifícia Universidade Católica do Paraná;
- Segunda Jornada Acadêmica com o Tema: “Responsabilidade Social” na Faculdade Dom Bosco de Porto Alegre;
- Encontro de Especialistas em Gestão com professores do SINEPE de Santa Catarina;
- Encontro de Especialistas em Gestão e Responsabilidade Social em Brasília, DF;
- III Convegno di Storia Dell”opera Salesiana nel mondo – Roma, 2000;
- Seminário sobre o “Protagonismo Juvenil em perspectiva Salesiana” pela Faculdade Dom  Bosco de Porto Alegre, RS;
- Fórum Estadual de Educacomunicação pela Faculdade Dom Bosco de Porto Alegre, RS;
- Seminário sobre Gestão Integrada pela Faculdade Dom Bosco de Porto Alegre, RS;
- Congresso Estadual de Educação Salesiana pela Faculdade Dom Bosco de Porto Alegre, RS;
- Seminário Regional sobre “Animação Juvenil e vocacional” pela Faculdade Dom  Bosco de Porto Alegre, RS;
- Seminário sobre a Rede Salesiana de Escolas pela Faculdade Dom Bosco de Porto Alegre, RS;
- Curso sobre o Projeto e o Processo Pedagógico de gestão da Rede Salesiana de Ação Social pela Faculdade Dom  Bosco de Porto Alegre, RS;
- Curso sobre Gestão Integrada pela Faculdade Dom Bosco de Porto Alegre, RS;
- Seminário sobre “Políticas Públicas para crianças, adolescentes e jovens” pela Faculdade Dom  Bosco de Porto Alegre, RS;
- Curso sobre “Habilitação para a Dinamização do Processo de Gestão” pela Faculdade Dom  Bosco de Porto Alegre, RS;
- Participou de vários encontros sobre Educação na Argentina (Universidade de Resistencia) e no Equador (Quito).

- Cursos de Extensão na Pontifícia Universidade Gregoriana de Roma e na Universidade Lateranense de Roma, como aluno ouvinte;
- Cursos de Aperfeiçoamento em História, como aluno ouvinte, na Universidade de Genebra, Suíça;
- Participou em outubro e novembro de 2000 do encontro internacional de historiadores salesianos acontecido em Roma, Itália. Participou em Roma, de fevereiro a abril de 1994 e de fevereiro de abril de 2008 da Assembléia Geral da Congregação Salesiana – CG26;
- Certificados da Faculdade Dom Bosco de Porto Alegre;
- Participou, em setembro de 2009, em Roma, de curso para os Bispos novos de todo o mundo e encontro especial com sua Santidade Papa Bento XVI;
- Participou, em Roma, en 2010, da visita ad limina, com o Papa Bento XVI;
- Foi eleito, em 2014, Bispo de São José dos Campos-SP, tomando posse da Diocese em 17 de maio de 2014;
- Em 2015 assume o conselho econômico da CNBB Sul 1 e a presidência da Comunhão e Partilha da CNBB nacional;
- Em 27 de junho de 2016 recebe o título de cidadão honorário de São José dos Campos, tornando-se assim cidadão joseense.

## Vida salesiana -Salesianos de Dom Bosco
- Aluno: foi aluno do Colégio Dom Bosco de Rio do Sul, sua terra natal;
- Aspirantado: foi aspirante salesiano no aspirantado de Ascurra (SC)), nos anos de 1964 a 1969;
- Noviciado: fez seu noviciado em Taquari (RS), no ano de 1970, tendo como mestre de noviços o P. Osório Pires Filho. Fez sua primeira profissão religiosa no dia 31 de janeiro de 1971;
- Filosofia: fez seus estudos filosóficos em Lorena (SP). Professou duas vezes trienalmente;
- Tirocínio: fez sua assistência salesiana em Ascurra (SC)), como professor de Português, História, Música e Coral;
- Profissão Perpétua: fez a profissão perpétua em Rio dos Cedros em 31 de janeiro de 1977;
- Teologia: fez seus estudos de teologia na PUC de Porto Alegre (1976) e na PUC de Curitiba (1977 – 1979);
- Ministérios: recebeu os ministérios de leitor e acólito das mãos do P. Guerino Stringari, Inspetor salesiano, em Ponta Grossa (PR), no aspirantado salesiano, no ano de 1978;
- Ordens: foi ordenado Diácono por D. Pedro Fedalto, Arcebispo de Curitiba, na Igreja do Bom Jesus, na Paróquia de Vista Alegre das Mercês, em Curitiba (PR), em agosto de 1979;
- Foi ordenado Presbítero por Dom Tito Buss em Rio do Sul (SC), no dia 9 de dezembro de 1979, na Catedral de São João Batista;
- Episcopado: foi nomeado pelo Santo Padre Bento XVI, no dia 14 de Janeiro, Bispo da Diocese de Bom Jesus da Lapa, na Bahia. A notícia foi publicada no dia 28 de janeiro de 2009. Foi ordenado Bispo no dia 29 de março de 2009, na Catedral de Rio do Sul, sendo ordenantes principais: D. Murilo Krieger, arcebispo de Florianópolis, D. Pedro Fedalto, arcebispo emérito de Curitiba e D. José Balestieri, bispo emérito de Rio do Sul, com outros senhores bipos presentes.
- Tomou posse na Diocese de Bom Jesus da Lapa no dia 18 de abril de 2009.
- Foi nomeado Bispo da Diocese de São José dos campos no dia 20 de março de 2014

## Cargos e serviços
1. Encarregado dos estudos do Seminário Salesiano de Filosofia em Santa Rosa, RS, durante o ano de 1980 e também professor universitário.
2. Do ano de 1981 a 1984: ecônomo da Seminário, encarregado dos estudos e professor universitário. Responsável pela pastoral da juventude da região de Santa Rosa, na diocese de Santo Ângelo, RS.
3. No ano de 1985 é feito encarregado dos estudantes  de teologia da Inspetoria Salesiana do sul do Brasil. Desloca-se para Porto Alegre para exercer a função. Eleito Conselheiro Inspetorial da Inspetoria Salesiana São Pio X. Em setembro viaja para Roma, na Itália,  para cursar História Eclesiástica na Pontifícia Universidade Gregoriana.
4. No ano de 1988 é ecônomo do Instituto Salesiano de Assistência Social, casa dos estudantes de teologia da inspetoria de Porto Alegre. Professor de História da Igreja na Faculdade de Teologia (Studium Theologicum). É eleito novamente para o Conselho Inspetorial.
5. Nos anos de 1989 e 1990 é feito DIRETOR do Instituto Salesiano de Assistência Social. Professor da Faculdade de teologia e conferencista nas áreas de eclesiologia e pós-modernidade.
6. De 1991 a 1996 é feito Vice-Inspetor(VICE-PROVINCIAL)  da Inspetoria Salesiana de Porto Alegre, com sede em Porto Alegre.  Coordena toda a pastoral da Inspetoria. Participa de muitas reuniões e congressos  nacionais e internacionais. É eleito pelos irmãos e participa do 24º Capítulo Geral da Congregação dos Salesianos de Dom Bosco em Roma. Prega vários retiros e exercícios espirituais para jovens e religiosas.
7. De 1997 em diante é feito DIRETOR, novamente do Instituto Salesiano de Assistência Social em Curitiba, PR, onde assume as tarefas de professor, conferencista e coordenador de eventos. Em 1999 é eleito chefe do Departamento de História e Sagrada Escritura da Faculdade de Teologia. É professor de História da Igreja no NOVINTER de Curitiba, promovido pela CRB do Paraná.
8. Em 2001 é feito DIRETOR da Comunidade Salesiana São João Bosco de Viamão, RS. Continua como membro do Conselho Inspetorial e Coordenador da CIF e participante da CNF.
9. De 01 de junho de 2002 é feito INSPETOR SALESIANO(PROVINCIAL)  da Inspetoria Salesiana São Pio X para o sexênio até o ano de 2008. Deixou de ser Inspetor Salesiano no dia 24 de maio de 2008, passando a ser Diretor Salesiano da Comunidade São João Bosco de Viamão, RS.
10. Nomeado pelo Santo Padre Bento XVI, no dia 14 de Janeiro, BISPO da Diocese de Bom Jesus da Lapa, na Bahia. A notícia foi publicada no dia 28 de janeiro de 2009. Foi ordenado Bispo no dia 29 de março de 2009, na Catedral de Rio do Sul, sendo ordenantes principais: D. Murilo Krieger, arcebispo de Florianópolis, D. Pedro Fedalto, arcebispo emérito de Curitiba e D. José Balestieri, bispo emérito de Rio do Sul,SC,  com outros senhores bispos presentes. Tomou posse na Diocese Bom Jesus da Lapa,  no dia 18 de abril de 2009.(notícias das ações do Episcopado na crônica da Diocese de Bom Jesus da Lapa).